# Rommy Arce
Rommy Arce Legua (Lima, 1977) es una bibliotecaria y expolítica española de origen peruano. Fue concejala del Ayuntamiento de Madrid durante la corporación 2015-2019.

## Biografía
Nacida en 1977 en la capital peruana, Lima, se trasladó a España con 15 años de edad; tardó 10 años en adquirir la nacionalidad española. Licenciada en historia del Arte, tuvo varias ocupaciones, antes de ingresar por oposición como bibliotecaria a la Universidad Complutense de Madrid (UCM).

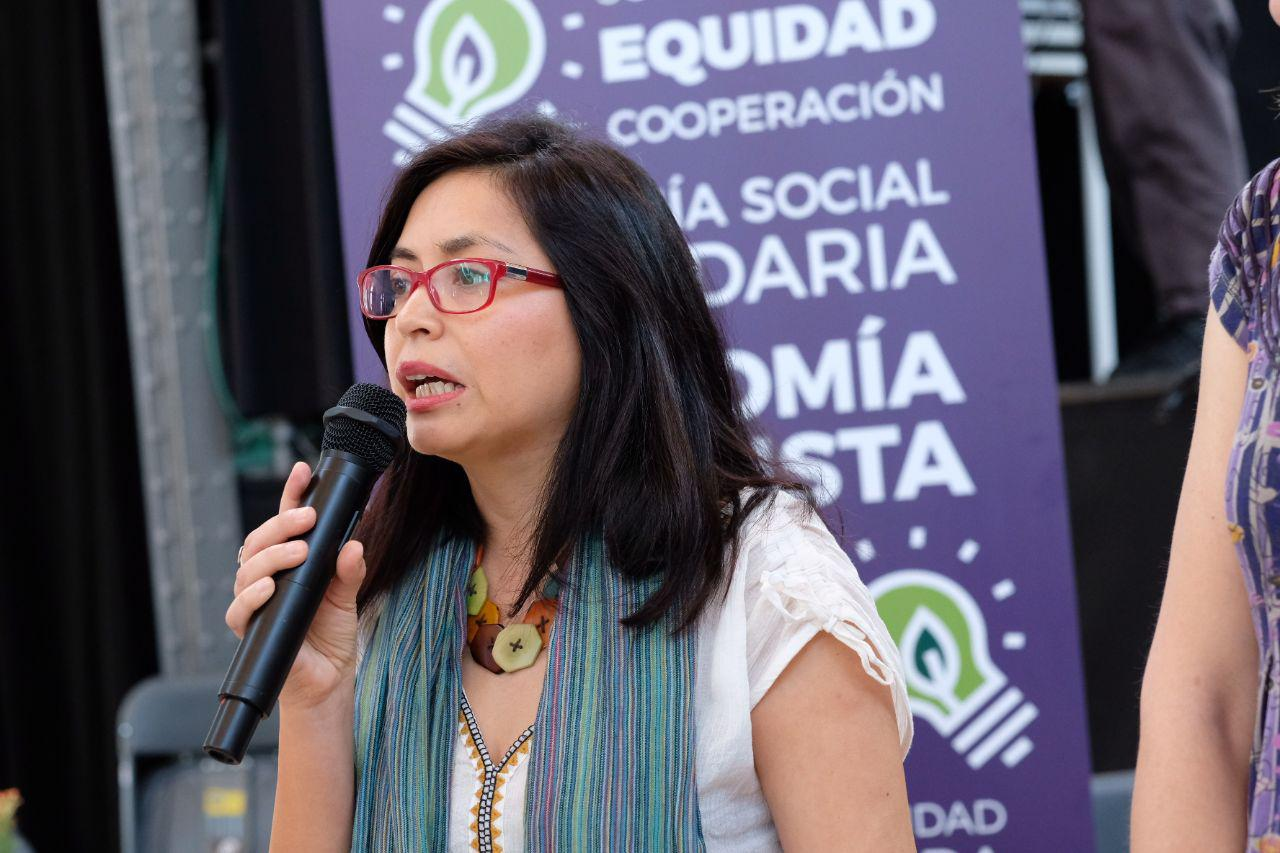
Durante la 2.ª Feria de Economía Feminista celebrada en mayo de 2018 en la Nave de Terneras del Matadero

Militante de Anticapitalistas y afiliada a Comisiones Obreras (CCOO), se presentó como candidata dentro de la lista de Ahora Madrid para las elecciones municipales de 2015 en Madrid, en las que resultó elegida concejala. Nombrada concejala-presidenta de los distritos de Arganzuela y Usera, se la consideró próxima a las corrientes dentro del Grupo Municipal de Ahora Madrid más alejadas de los postulados de la alcaldesa Manuela Carmena.
En 2017 autorizó la cesión gratuita de un local del Matadero para un acto a favor del 1-O a cargo de «Madrileños por el derecho a decidir» sin avisar a la alcaldesa. Dicha cesión fue revocada por un juez a raíz de una denuncia presentada por el grupo municipal del Partido Popular (PP) al considerar que la celebración de un acto de apoyo a un referéndum declarado ilegal por el Tribunal Constitucional perjudicaba los intereses generales de la ciudadanía.
En 2018, autorizó la cesión de un local municipal para la celebración de un acto a favor de la revolución sandinista con motivo del 39.º aniversario de la caída de Anastasio Somoza, en apoyo del gobierno de Nicaragua, país que llevaba varios meses inmerso en una serie de manifestaciones. El Partido Popular y Ciudadanos (Cs) presentaron sendas mociones para rechazar la cesión del local, mocines que no prosperaron al entender PSOE y Ahora Madrid que se circunscribía a la libertad de expresión, así como otra moción de condena a la violencia y la represión del régimen de Nicaragua que fue apoyada de forma unánime.
En marzo de 2018 afirmó sin pruebas que un mantero senegalés, Mame Mbaye, muerto de un infarto de miocardio con una patología previa durante una persecución policial, murió por ser «negro» y sostuvo que Mbaye fue víctima de la «xenofobia institucional». La Unión de Policía Municipal y la Asociación de Policía Municipal Unificada la denunciaron por esto, llevándola a juicio acusándola de cometer un delito de injurias graves, causa que fue archivada por la Audiencia Provincial de Madrid en octubre de 2019 al no apreciar la comisión de ningún delito.
A finales de 2018 ofreció su apoyo a la iniciativa de la Bancada Municipalista impulsada por, entre otros, los concejales Pablo Carmona y Montserrat Galcerán, aunque no entró a formar parte de la plataforma. En marzo de 2019 anunció su participación como integrante de Anticapitalistas en las primarias abiertas de Madrid En Pie Municipalista (coalición entre IU, Anticapitalistas y la Bancada Municipalista) para confeccionar una candidatura de cara a las elecciones municipales de 2019 en Madrid, siendo al final incluida como candidata en el segundo puesto de la lista.La coalición no obtuvo ningún escaño y la alcaldía pasó a ser ocupada por José Luis Martínez-Almeida.